# Hermann Kobold

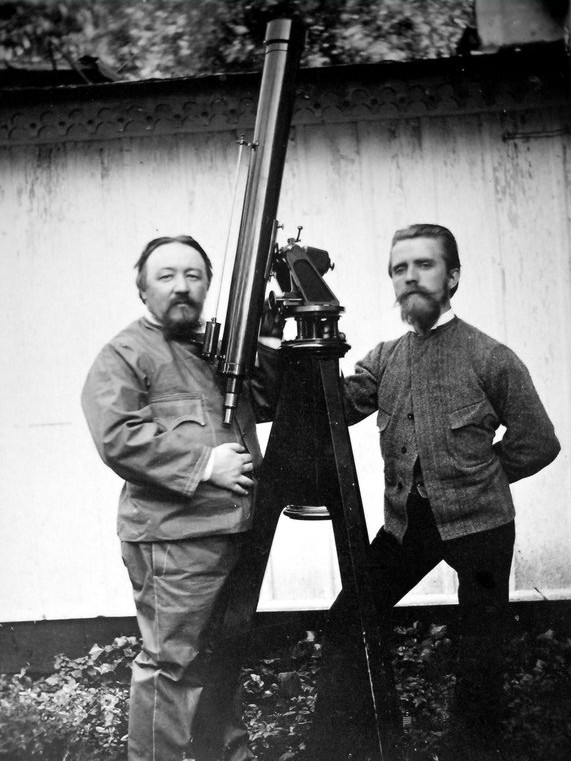
Miklos Konkoly-Thege y Hermann Kobold

Hermann Albert Kobold (nació el 5 de agosto de 1858, en Hanover; † 11 de julio de 1942 en Kiel) fue un astrónomo alemán.

## Biografía
Hermann Kobold nació en Hanover, Alemania tercero de cinco hijos del carpintero agosto Kobold y su esposa Dorothea Kobold. Entre 1877 y 1880, estudió matemáticas y ciencias naturales en la universidad de Gotinga y logró un doctorado en astronomía en julio de 1880 con Wilhelm Klinkerfues como asesor. Posteriormente, fue asistente en el observatorio privado de Miklos von Konkoly-Thege en O'Gyula, Hungría (ahora Hurbanovo, Eslovaquia). Después de su participación en una expedición para observar el tránsito de Venus 1882 en Aiken, Carolina del Sur, trabajó algunos años en el análisis de datos en Berlín.

## La vida en Estrasburgo
En 1887, Kobold fue nombrado en el observatorio de Estrasburgo, Francia (en ese momento imperio alemán ). Ese mismo año, se casó con Dorothea Brandt, con la que tuvo cinco hijos. En 1888, se convirtió en profesor privado y en 1900 profesor extraordinario en la universidad de Estrasburgo; dos años más tarde se trasladó a la universidad de Kiel como observador y profesor extraordinario.
Por sus observaciones intensivas descubrió 22 galaxias pequeñas del cúmulo de Coma.

## Astronomische Nachrichten
De 1908 a 1938 fue el editor de la revista de astronomía Astronomische Nachrichten. Un asteroide descubierto por Karl Wilhelm Reinmuth recibió el nombre de (1164) Kobolda en su honor, en la década de 1930.